# Hombleux
Hombleux is een gemeente in het Franse departement Somme (regio Hauts-de-France) en telt 1180 inwoners (2017). De plaats maakt deel uit van het arrondissement Péronne. Op 1 januari 2019 werd de gemeente Grécourt ( 21 inwoners) samengevoegd met Hombleux, waardoor ze het statuut van "commune nouvelle" kreeg.

## Geografie
De oppervlakte van Hombleux bedraagt 15,81 km², de bevolkingsdichtheid is 75 inwoners per km².
De onderstaande kaart toont de ligging van Hombleux met de belangrijkste infrastructuur en aangrenzende gemeenten.

## Demografie
Onderstaande figuur toont het verloop van het inwonertal (bron: INSEE-tellingen).